# Analisi PEST
L'analisi PEST (acronimo di Politica, Economica, Sociale, Tecnologica, nota anche come Analisi Quantitativa, STEER, STEEP, DESTEP, STEP, Peste o PESTEL) è una metodologia che si basa su alcune variabili del contesto che riescono a tratteggiare lo scenario esistente nell'ambiente in cui opera un'azienda (analisi statica), al fine di individuare quali variabili possono essere rilevanti nel processo decisionale aziendale, nelle scelte strategiche e operative dell'azienda.
Il modello PEST va considerato come una parte delle analisi esterne per lo svolgimento di un'analisi strategica e fornisce una panoramica di alcuni dei diversi macrofattori che l'azienda deve prendere in considerazione. Si tratta di un utile strumento strategico per interpretare la crescita o il declino del mercato, la posizione delle imprese, il potenziale e la direzione delle operazioni.
Diverse combinazioni di analisi SWOT e PEST sono attualmente utilizzate per l'analisi di strategie finanziarie ed ambientali.

## La matrice dei fattori
Il focus di questa analisi è centrato sulla valutazione delle variabili macro-ambientali. Le riflessioni su tali variabili possono essere sviluppate anche in chiave prospettica (analisi dinamica) con l'intento di individuare i principali elementi di discontinuità con i quali ci si vuole confrontare.
Tali variabili dell'analisi PEST includono:
- Fattori politici: il contesto politico può condizionare significativamente uno specifico settore attraverso provvedimenti legislativi volti a regolamentarne il funzionamento. In particolare, i fattori politici comprendono aree come la politica fiscale, il diritto del lavoro, diritto ambientale, restrizioni commerciali, le tariffe, e la stabilità politica. I fattori politici possono comprendere anche beni e servizi che il governo vuole o deve fornire (beni di merito come ad esempio sanità, istruzione e pubblica sicurezza) e quelli che il governo non vuole o deve fornire perché considerati negativi (beni di demerito come ad esempio tabacco, gioco d'azzardo e bevande alcoliche). Inoltre, i governi hanno una grande influenza sulla salute, l'istruzione e le infrastrutture di una nazione.

- Fattori economici: comprendono la crescita economica, i tassi di interesse, i tassi di cambio e di tasso di inflazione. Questi fattori hanno un grande impatto sul modo in cui operano le imprese e come prendono decisioni. Ad esempio, i tassi di interesse della società, riguardano un costo del capitale e quindi in quale misura un business cresce e si espande. I tassi di cambio incidono sui costi di produzione dei beni perché fanno variare il prezzo delle merci importate in un'economia. L'andamento dei fattori economici può influenzare le scelte aziendali anche per effetto dei condizionamenti dei comportamenti di consumo posti in essere dalla domanda.

- Fattori sociali: gli aspetti culturali e di coscienza come la salute, il tasso di crescita della popolazione, della distribuzione per età, carriera e atteggiamenti accento sulla sicurezza. Sono le tendenze sociali che influenzano la domanda di prodotti di una società e come tale società opera. Ad esempio, l'invecchiamento della popolazione può comportare una minore disponibilità al lavoro (e quindi un aumento del costo del lavoro). Inoltre, le società possono cambiare diverse strategie di gestione per adattarsi a queste tendenze sociali (come ad esempio l'assunzione di lavoratori anziani). Le dinamiche dei fattori sociali possono produrre effetti significativi sulla consistenza e sulle caratteristiche della domanda reale e potenziale di un'azienda.

- Fattori tecnologici: gli aspetti ecologici e ambientali, come ad esempio attività di ricerca e sviluppo, l'automazione, la tecnologia di incentivi e il tasso di cambiamento tecnologico. Essi possono determinare le barriere all'ingresso, minima efficiente a livello di produzione e di influenzare le decisioni di esternalizzazione. Inoltre, cambiamenti tecnologici possono influenzare i costi, la qualità e la spinta verso l'innovazione. Fanno riferimento sia alle problematiche di produzione ed erogazione del servizio offerto sia alla distribuzione dei prodotti.

- Fattori ambientali: includono meteo, clima, e il cambiamento climatico, che potrebbe incidere in particolare settori quali il turismo, l'agricoltura, e le assicurazioni. In generale, la consapevolezza del cambiamento climatico influenza come operano le imprese e quali i prodotti che offrono con la creazione di nuovi mercati e la diminuzione o la distruzione di quelli esistenti.

- Fattori che includono l'evoluzione giuridica del diritto: ad esempio diritto dei consumatori, diritto antitrust, diritto del lavoro, della salute e della sicurezza. Questi fattori possono influenzare il modo in cui un'azienda opera, i suoi costi, e la domanda per i suoi prodotti.

## Estensioni dell'analisi PEST
Il modello è stato recentemente esteso a Steeple e STEEPLED, con l'aggiunta di fattori demografici e legati all'istruzione.
La crescente importanza dei fattori ambientali o ecologici nel primo decennio del XXI secolo, hanno incoraggiato e dato luogo all'uso diffuso di una versione aggiornata del quadro PEST, detto anche STEER (analisi sistematica socio-culturale, tecnologico, economico, ecologico, e di regolamentazione).